# Annika Eriksson (konstnär)
Annika Eriksson, född 1956 i Malmö, är en svensk konstnär.
Hon utbildade sig på Konstskolan Forum 1985-1990 och är (2008) verksam i Berlin. Eriksson arbetar främst med platsspecifika videor och installationer som ifrågasätter och tar det sociala rummet i anspråk. Eriksson är representerad vid bland annat Moderna museet och Norrköpings konstmuseum.